# Katun (Poreč)
Pour les articles homonymes, voir Katun.
Katun (en italien : Cattuno) est une localité de Croatie située en Istrie, dans la municipalité de Poreč, dans le comitat d'Istrie. En 2001, la localité comptait 64 habitants.

## Démographie
| 1948 | 1953 | 1961 | 1971 | 1981 | 1991 | 2001 |
| ---- | ---- | ---- | ---- | ---- | ---- | ---- |
| 215  | 195  | 155  | 111  | 91   | 66   | 64   |